# 卡羅紅娘魚
卡羅紅娘魚，為輻鰭魚綱鮋形目鮋亞目角魚科的其中一種，分布於東大西洋區，從毛利塔尼亞北部至剛果海域，棲息深度10-400公尺，體長可達18公分，為底棲性魚類，屬肉食性，可作為食用魚。

## 擴展閱讀
維基物種上的相關：卡羅紅娘魚